# Campeonato Africano de Atletismo de 2016 - Lançamento de disco feminino
A prova do lançamento de disco feminino do Campeonato Africano de Atletismo de 2016 foi disputada no dia 24 de junho  no Kings Park Stadium  em Durban, na África do Sul. Participaram da prova 10 atletas sendo que todos concluíram a prova. 

## Recordes
Antes desta competição, os recordes mundiais e do campeonato nesta prova eram os seguintes:
|                       | Nome             | Nacionalidade     | Distância | Local          | Data                 |
| --------------------- | ---------------- | ----------------- | --------- | -------------- | -------------------- |
| Recorde mundial       | Gabriele Reinsch | Alemanha Oriental | 76m 80cm  | Neubrandenburg | 9 de julho de 1988   |
| Recorde do campeonato | Chinwe Okoro     | Nigéria           | 59m 79cm  | Marraquexe     | 12 de agosto de 2014 |
| Recorde africano      | Elizna Naudé     | África do Sul     | 64m 87cm  | Stellenbosch   | 2 de março de 2007   |

## Medalhistas
| Ouro                    | Prata              | Bronze                 |
| Nwanneka Okwelogu (NGR) | Chinwe Okoro (NGR) | Chioma Onyekwere (NGR) |

## Cronograma
Todos os horários são locais (UTC+2). 
| Data        | Hora  | Evento |
| ----------- | ----- | ------ |
| 24 de junho | 16:35 | Final  |

## Resultado final
| Posição           | Atleta             | Nacionalidade | Distância | Notas |
| ----------------- | ------------------ | ------------- | --------- | ----- |
| Medalha de ouro   | Nwanneka Okwelogu  | Nigéria       | 56.75     |       |
| Medalha de prata  | Chinwe Okoro       | Nigéria       | 55.67     |       |
| Medalha de bronze | Chioma Onyekwere   | Nigéria       | 53.91     |       |
| 4                 | Julia Agawu        | Gana          | 53.91     |       |
| 5                 | Ischke Senekal     | África do Sul | 50.16     |       |
| 6                 | Leandri Geel       | África do Sul | 47.93     |       |
| 7                 | Auriol Dongmo      | Camarões      | 47.00     |       |
| 8                 | Amina El Mouaddine | Marrocos      | 46.85     |       |
| 9                 | Jessica Inchude    | Guiné-Bissau  | 44.30     |       |
| 10                | Salome Mugabe      | Moçambique    | 42.43     |       |

Legenda
| Recorde mundial       | Recorde mundial (World record)               |                       | Recorde africano                      | Recorde africano (African) |                                           | Q | Classificado por posição (Qualified) |
| Recorde do campeonato | Recorde do campeonato (Championship record)  | Recorde da América    | Recorde da América (Americas)         | q                          | Classificado por melhor tempo (Qualified) |   |                                      |
| Melhor marca do ano   | Melhor marca do ano (World leading)          | Recorde asiático      | Recorde asiático (Asian)              | DNS                        | Não largou (Did not start)                |   |                                      |
| Recorde nacional      | Recorde nacional (National record)           | Recorde europeu       | Recorde europeu (European)            | DNF                        | Não terminou (Did not finish)             |   |                                      |
| Recorde pessoal       | Recorde pessoal do atleta (Personal best)    | Recorde da Oceania    | Recorde da Oceania (Oceania)          | DSQ / DQ                   | Desclassificado (Disqualified)            |   |                                      |
| Recorde da temporada  | Recorde da temporada do atleta (Season best) | Recorde sul-americano | Recorde sul-americano (South America) | NM                         | Sem marca (No mark)                       |   |                                      |